# シーランド (海運業者)
シーランド（英語: SeaLand）は、アメリカ合衆国フロリダ州ミラマーに本社を置いていた、アメリカ地域内のコンテナ船会社である。現在はマースク・グループの一部門である。
アメリカ地域内の運輸にたずさわれコンテナ船会社であり、南北アメリカの29か国に代理店を置いている。 同社は、南・北・中央アメリカ、カリブ海の間で、コンテナ船、トラック、鉄道を利用した海上および複合一貫輸送サービスを提供している。

## 歴史
シーランドはもともとマルコム・マクレーンがコンテナ化によって海運に革命をもたらし、1956年にコンテナ船「アイデアル・X」を就航させた。彼は1960年には、パン大西洋汽船会社（Pan-Atlantic Steamship Corporation）からシーランド・サービス（SeaLand Service）へ変更した。1967年から1973年にかけては、アメリカ国防総省はベトナム戦争のために米国・インドシナ間の海運に使った。
その後シーランド・サービスは、1969年から1999年にかけてR.J.レイノルズ、CSXコーポレーション、その他の会社に所属したことがある。
1999年には、CSXはシーランドを国際、国内、ターミナル業務に分けて、マースク・グループが国際業務を買収してマースク・シーランドとして、同年末にはカーライル・グループが国内業務をCSXから買収してホライゾンラインズとし、ホライゾンは2015年に同社はホノルルが本社のマトソン社に買収された。。
2006年にマースクがカナダのP&Oネッドロイド（P&O Nedlloyd）を買収してからは、全体を「マースク」としたのでシーランドという名称は一旦消えた。しかし、2014年1月にはシーランドの名称がアメリカ地域に行き渡っているのが再認識されて、2015年1月からはシーランドの名称が復活した。

## 参照項目
- コンテナ化